# Paper Girls (serie televisiva)
Paper Girls è una serie televisiva drammatica di fantascienza statunitense creata da Stephany Folsom. È basata sull'omonima serie a fumetti del 2015 scritta da Brian Vaughan e illustrata da Cliff Chiang . 
La serie è stata distribuita su Prime Video a partire dal 29 luglio 2022.

## Episodi
| Stagione       | Episodi | Pubblicazione USA | Pubblicazione Italia |
| -------------- | ------- | ----------------- | -------------------- |
| Prima stagione | 8       | 2022              | 2022                 |

## Cast e personaggi
- Tiff Quilkin, interpretata da Camryn Jones;
- Erin Tieng, interpretata da Riley Lai Nelet;
- Mac Coyle, interpretata da Sofia Rosinsky;
- KJ Brandman, interpretata da Fina Strazza;
- Prioress, interpretata da Adina Porter.

## Produzione
L'11 luglio 2019, è stato annunciato che Amazon Studios aveva messo in sviluppo la serie, con Brian Vaughan, scrittore della serie di fumetti originale, produttore esecutivo del progetto. È stato anche annunciato che Stephany Folsom avrebbe scritto la serie, oltre a essere la produttrice esecutiva insieme a Vaughan. 
Il 23 luglio 2020, il progetto ha ricevuto ufficialmente il via libera.
Nel settembre 2022, la serie è stata cancellata dopo una sola stagione.